# Хирема
Хирема (др.-греч. χείρ «рука; кисть») — аналог фонемы в жестовых языках и графем букв, минимальный структурный элемент жестовой речи. Термины «хирема» и «хиремика» (англ. cherology; наука о хиремах) были предложены лингвистом Уильямом Стоуки в 1960 году.
Хиремы, аналогично фонемам, разделяются на классы в зависимости от их локализации (аналог места артикуляции), участвующих рук и их частей, позиции пальцев, характера движения и так далее. При этом в американском жестовом языке понятия, означающие чувства, обычно обозначают хиремами, выполняемыми в районе сердца и груди; хиремы понятий, связанных с умом и знанием, локализуются у лба, и так далее.
Понятие хиремы используется в системах записи жестовых языков, в частности, в нотации Стоуки, а также в некоторых словарях для сортировки и поиска.